# Pere Salvà i Sabat
Pere Salvà i Sabat (Torrent, 1816 - Palafrugell, 1874) fou un guerriller català.
Seguí la carrera de Magisteri, però els seus entusiasmes per la causa tradicionalista el portaren el 1834 a llençar-se a la campanya en defensa dels drets del príncep Carles Lluís de Borbó. Guerriller per temperament i dotat d'unes qualitats d'astúcia i resistència física molt excepcionals, aviat es donà a conèixer arreu de la província de Girona pels cops de mà i agosarades sorpreses que realitzava sobre les tropes isabelines.
Foren famoses les estratagemes militars de Salvà i Sabat, entre elles la de passar ell i 30 dels seus, disfressats de camperols, per entre la columna enemiga a Cassà de la Selva, sense que fossin reconeguts. Ascendit a capità, fou encarregat de reclutar voluntaris per a les files carlistes, i amb aquest fi, recorria els pobles, fent intensa propaganda i assolint gran nombre d'adeptes. Sis vegades fou empresonat i altres tantes restà en capella per ser afusellat, però sempre s'escapoli realitzant actes de valor desesperat, acompanyant-lo sempre la més estranya fortuna.
Passant nedant una vegada el riu Ter, va contraure unes febres, i, per a guarir-se, junt amb el seu assistent, es retirà a una cova natural a la muntanya dels Àngels, on va romandre amagat quasi un any, fins que l'assistent el delatà a una columna isabelina, que l'apressà, conduint-lo al castell de Montjuïc (Girona), on fou condemnat a mort. En el moment d'agenollar-se davant l'escamot que l'havia d'executar, junt amb altres presoners, aconseguí escapolir-se i, arrabassant la gorra d'un oficial, assolí sortir indemne de la fortalesa. Però més tard fou conduït a Ceuta. Després del conveni de Bergara va obtenir l'indult i s'establí a l'Havana, on hi va romandre més de vint anys dedicat al comerç i figurant entre els espanyols més fidels a la causa d'Espanya. Pocs anys abans de morir, retornà a Catalunya, residint a Palafrugell fins a la seva mort.